# Härri
Härri ist ein Schweizer Familienname aus dem Kanton Aargau.

## Herkunft
Die Namensherkunft ist ungewiss.

## Verbreitung
Der Familienname taucht zum ersten Mal auf einer Urkunde aus dem Jahre 1508 auf. Conradus Haerry, ein päpstlicher Notar und Priester im Bistum Konstanz, unterschrieb sie in Dornstetten im Herzogtum Württemberg.
In der Aargauer Gemeinde Birrwil kann der Familienname ab 1555 nachgewiesen werden. Zur selben Zeit finden sich Spuren in der Stadt Basel. Die Härri gehörten der ärmeren Schicht an und blieben während vieler Generationen in Birrwil und Othmarsingen sesshaft – vor 1887 waren sie ausschließlich in diesen beiden Gemeinden eingebürgert. Zur besseren Unterscheidung der einzelnen Personen und Familien am selben Ort gab man ihnen Übernamen.
In Birrwil findet man ab der zweiten Hälfte des 18. Jahrhunderts die ersten Vertreter dieses Geschlechts in Amt und Würden, nach 1800 recht häufig.
Während Hungersnöten wanderten Angehörige dieses Geschlechts nach Nordamerika und ab der Zeit der Industrialisierung vor allem in nahe gelegene Wirtschaftszentren wie Basel, Winterthur und Zürich aus, wo sich einige Familien einbürgern ließen. Heute trifft man den Namen vorwiegend im schweizerischen Mittelland an.

## Schreibweisen
Der erste nachweisbare Namensträger in Birrwil wurde 1555 Härer geschrieben, danach auch Herrer, Herin und Herry. In dieser Zeit trifft man auch auf die Schreibweisen Härinen und Harri. Ab 1612 erscheint dann der Name Härri, der ab 1686 einheitlich angewandt wurde. Heute gebräuchliche Schreibweisen sind Härri, Härry, Haerri und Haerry.

## Wappen
Das Familienwappen der Härri gibt es in zwei Ausführungen: Dasjenige der Familien aus Birrwil ist vertikal in Blau und Gold geteilt, mit einem aufwärts gerichteten Pfeil und einem schwarzen Wimpel beseitet von zwei silbernen sechsstrahligen Sternen. Das Wappen der Härri aus Othmarsingen zeigt einen roten, nach oben gerichteten Pfeil auf goldenem Grund, überdeckt von einem waagrechten, schwarzen Balken, darauf drei sechsstrahlige Silbersterne.

## Namensträger
- Andréas Härry (* 1964), Schweizer Musicalautor und Produzent
- Arnold Härry (1884–1967), Förderer der schweizerischen Wasserwirtschaft
- Hans Härry (1895–1980), Vermessungsdirektor der Schweiz
- Kurt Haerri (* 1962), seit 1996 Präsident der Handelskammer Schweiz-China
- Thomas Härry (* 1965), Schweizer Pastor, Dozent am Theologisch-Diakonischen Seminar Aarau (TDS) und Sachbuchautor
- Vivianne Härri (* 1999), Schweizer Skirennläuferin